# Geriffelde fluitbek
De geriffelde fluitbek (Fistularia petimba) is een  straalvinnige vissensoort uit de familie van fluitbekvissen (Fistulariidae).
De wetenschappelijke naam van de soort is, vergezeld van een beschrijving, in 1803 voor het eerst gepubliceerd door Bernard Germain de Lacépède.
Deze vis leeft in tropische oceanen op een diepte tussen 10 en 200 meter. De geriffelde fluitbek kan tot 2 meter lang worden en is rood tot bruin-oranje van kleur. Het lichaam is dun en de kop heeft een kenmerkende 'fluitbek'. De vis voedt zicht met garnalen en kleine vissen.